# Storyline (catch)
Dans le business du catch, une storyline est une histoire scénarisée, souvent fictive, qui constitue l'ensemble scénaristique d'un programme de catch. Elle peut être pratiquée et répétée plusieurs fois.
À ne pas confondre avec une rivalité (feud en anglais), qui est la pure et simple opposition systématique de deux lutteurs, équipes ou clans de lutteurs dans un programme. Une storyline désigne la partie purement scénaristique d'un programme entre deux lutteurs, là où une rivalité concerne principalement l'opposition technique des lutteurs, sur ou en dehors du ring. Les deux termes de storyline et rivalité sont donc différents, bien que paradoxalement mais intrinsèquement liés l'un à l'autre.
L'étendue et la variété des storylines varient largement. Une histoire peut donc être petite, entourant parfois un unique combat simple, ou au contraire être une vendetta de plusieurs années, voire d'une carrière entière (Blue Demon & El Santo, par exemple). Une storyline est de ce fait une partie d'une rivalité, ou réciproquement la rivalité est une partie de la storyline. C'est le cas de la rivalité entre l'Undertaker et Triple H avant WrestleMania XXVIII. Les storylines peuvent parfois se croiser. C'est aussi une partie intégrante des personnalités (gimmicks) des catcheurs. Le terme angle, qui est aussi employé, date des toutes premières heures du catch, dans les foires du début du XXe siècle. De nos jours, le terme angle désigne bien plus les éléments individuels constitutifs d'une storyline ou d'une rivalité. 
Les storylines peuvent également être influencées par les Face et Heel turns, à l'instar des rivalités.
Pendant sa carrière, un lutteur peut prendre part à un certain nombre de storylines, qui sont souvent inconsistantes l'une à l'autre, non plausibles et peuvent même passer d'un catcheur à un autre  (voir vinak/kayfabe), mais passent rarement d'une structure à l'autre, contrairement aux rivalités : le tout, selon les besoins de la créativité des différentes structures employant un lutteur.
Une storyline peut aussi être un moyen de justifier un changement d'une structure entière de catch.  On peut compter la storyline du rachat par Shane McMahon de la World Championship Wrestling au début des années 2000 (le rachat réel de la WCW ayant été effectué en bonne et due forme par la WWE) ; ou la Chikara, une fédération indépendante américaine, qui a employé une storyline mettant en scène sa disparition, pour justifier un changement de style de catch pratiqué, passant d'un style de catch proche de la lucha libre à un style proche du MMA.[réf. nécessaire]